# Ömer Buğdaycı
Ömer Buğdaycı (* 25. Oktober 1997 in Sultanbeyli) ist ein türkischer Fußballspieler.

## Karriere
Buğdaycı begann mit dem Vereinsfußball in der Nachwuchsabteilung von Manisaspor.
Dort erhielt er im Sommer 2015 einen Profivertrag, spielte aber weiterhin eine Spielzeit lang ausschließlich für die Nachwuchs- bzw. Reservemannschaften des Vereins. Im Sommer 2016 wurde er dann Teil der Profimannschaft. Sein Profidebüt gab er am 20. August 2016 in der Ligabegegnung gegen Elazığspor.